# Zabok
Zabok è una città della Croazia, nella regione di Krapina e dello Zagorje.
Secondo il censimento del 2011, ha una popolazione totale di 8.994 abitanti, di cui 2.714 nella città stessa. 
Zabok è collocata all'incrocio principale nel cuore della regione di Hrvatsko Zagorje. Zabok è il centro economico della Contea di Krapina-Zagorje.

## Storia
Nel 1782, Sigismund Vojković-Vojkffy iniziò la costruzione di una chiesa a Zabok, completandola nel 1805. Con l'abolizione del feudalesimo, ai precedenti servi fu offerta la possibilità di scegliere il proprio luogo di insediamento, e la maggioranza si stabilì lungo le strade che collegano Gredice e Bračak con il nuovo centro che si sviluppava intorno alla chiesa, formando così il nuovo centro cittadino. La città raggiunse la sua forma finale nel periodo successivo alla Seconda Guerra Mondiale, quando si estese longitudinalmente lungo il lato settentrionale della ferrovia.